# Sandon Stolle
Pour les articles homonymes, voir Stolle.
Sandon Stolle, né le 13 juillet 1970 à Sydney, est un joueur de tennis professionnel australien.
Spécialiste du double, il a remporté vingt-deux titres dont l'US Open en 1998. Il a battu le no 1 mondial Thomas Muster à l'Open de Dubaï en 1996. En simple, il n'a atteint qu'une finale sur le circuit principal.
Il est le fils de Fred Stolle, avec une particularité : ils font partie des trois "couples" père-fils présents en même temps dans le top 100[réf. nécessaire].

## Palmarès

### Finale en simple (1)
| No | Date       | Nom et lieu du tournoi                      | Catégorie    | Dotation  | Surface      | Vainqueur     | Score     |  |
| -- | ---------- | ------------------------------------------- | ------------ | --------- | ------------ | ------------- | --------- |  |
| 1  | 17-06-1996 | Tournoi de tennis de Nottingham, Nottingham | World Series | 303 000 $ | Gazon (ext.) | Jan Siemerink | 6-3, 7-60 |  |

### Titres en double (22)
| 22 titres en double | 1 G. Chelem | 1 G. Chelem | 1 G. Chelem | 1 G. Chelem | 0 Masters  | 0 Masters  | 0 Masters   | 0 Masters   | 4 Masters 1000 | 4 Masters 1000 | 4 Masters 1000 | 4 Masters 1000 | 4 ATP 500          | 4 ATP 500          | 4 ATP 500          | 4 ATP 500          | 13 ATP 250         | 13 ATP 250         | 13 ATP 250     | 13 ATP 250     | 0 JO           | 0 JO           | 0 JO           | 0 JO           |
| 22 titres en double | 16 sur dur  | 16 sur dur  | 16 sur dur  | 16 sur dur  | 16 sur dur | 16 sur dur | 2 sur gazon | 2 sur gazon | 2 sur gazon    | 2 sur gazon    | 2 sur gazon    | 2 sur gazon    | 0 sur terre battue | 0 sur terre battue | 0 sur terre battue | 0 sur terre battue | 0 sur terre battue | 0 sur terre battue | 4 sur moquette | 4 sur moquette | 4 sur moquette | 4 sur moquette | 4 sur moquette | 4 sur moquette |

## Parcours dans les tournois duGrand Chelem

### En simple
| Année | Open d'Australie | Open d'Australie | Internationaux de France | Internationaux de France | Wimbledon       | Wimbledon     | US Open         | US Open  |
| ----- | ---------------- | ---------------- | ------------------------ | ------------------------ | --------------- | ------------- | --------------- | -------- |
| 1991  | 1er tour (1/64)  | W. Masur         | —                        | —                        | 2e tour (1/32)  | J. McEnroe    | —               | —        |
| 1992  | 2e tour (1/32)   | B. Garnett       | —                        | —                        | 3e tour (1/16)  | I. Lendl      | 2e tour (1/32)  | T. Ho    |
| 1993  | 1er tour (1/64)  | D. Wheaton       | 1er tour (1/64)          | C. Pioline               | 2e tour (1/32)  | M. Stich      | —               | —        |
| 1994  | 2e tour (1/32)   | N. Kulti         | —                        | —                        | —               | —             | —               | —        |
| 1995  | 1er tour (1/64)  | M. Ondruska      | —                        | —                        | 1er tour (1/64) | J. Burillo    | —               | —        |
| 1996  | 2e tour (1/32)   | S. Bryan         | 1er tour (1/64)          | T. Champion              | 3e tour (1/16)  | M. Stich      | 1er tour (1/64) | J. Grabb |
| 1997  | 1er tour (1/64)  | D. Hrbatý        | 2e tour (1/32)           | D. Norman                | 3e tour (1/16)  | M. Stich      | —               | —        |
| 1998  | 1er tour (1/64)  | G. Raoux         | —                        | —                        | —               | —             | —               | —        |
| 1999  | 2e tour (1/32)   | T. Henman        | —                        | —                        | 2e tour (1/32)  | G. Ivanišević | —               | —        |

N.B. : à droite du résultat se trouve le nom de l'ultime adversaire.

### En double
| Année | Open d'Australie               | Open d'Australie           | Internationaux de France       | Internationaux de France   | Wimbledon                      | Wimbledon                  | US Open                        | US Open                    |
| ----- | ------------------------------ | -------------------------- | ------------------------------ | -------------------------- | ------------------------------ | -------------------------- | ------------------------------ | -------------------------- |
| 1991  | 2e tour (1/16) R. Fromberg     | J. Fitzgerald A. Järryd    | —                              | —                          | —                              | —                          | —                              | —                          |
| 1992  | 2e tour (1/16) J. Morgan       | J. Eagle G. Doyle          | 1er tour (1/32) B. Shelton     | S. Kruger G. Layendecker   | 1er tour (1/32) M. Damm        | J. Bates C. van Rensburg   | 1er tour (1/32) M. Damm        | S. Davis D. Pate           |
| 1993  | 1er tour (1/32) J. Stoltenberg | J. Eltingh P. Haarhuis     | 1er tour (1/32) J. Stoltenberg | S. Edberg P. Korda         | 1er tour (1/32) J. Stoltenberg | N. Pereira G. Van Emburgh  | 1er tour (1/32) J. Stoltenberg | M. Damm K. Nováček         |
| 1994  | 1er tour (1/32) R. Fromberg    | H. Holm A. Järryd          | —                              | —                          | 2e tour (1/16) A. O'Brien      | S. Lareau L. Paes          | 1/8 de finale A. O'Brien       | T. Woodbridge M. Woodforde |
| 1995  | 1er tour (1/32) A. O'Brien     | V. Flégl M. Petchey        | 2e tour (1/16) A. O'Brien      | J. Eagle A. Florent        | 1/8 de finale A. O'Brien       | G. Forget J. Hlasek        | Finale A. O'Brien              | T. Woodbridge M. Woodforde |
| 1996  | 2e tour (1/16) P. McEnroe      | M. Tebbutt P. Tramacchi    | 2e tour (1/16) J. Stoltenberg  | L. Bale S. Noteboom        | 2e tour (1/16) P. Cash         | J. Björkman N. Kulti       | 2e tour (1/16) P. Cash         | S. Lareau A. O'Brien       |
| 1997  | 2e tour (1/16) P. McEnroe      | E. Ferreira P. Galbraith   | 1er tour (1/32) C. Suk         | E. Couto B. Mota           | 1/8 de finale C. Suk           | M. Philippoussis P. Rafter | —                              | —                          |
| 1998  | 1/8 de finale C. Suk           | J. Björkman J. Eltingh     | 1er tour (1/32) C. Suk         | T. Carbonell F. Roig       | 1/8 de finale C. Suk           | J. Eltingh P. Haarhuis     | Victoire C. Suk                | M. Knowles D. Nestor       |
| 1999  | 1/8 de finale W. Black         | T. Woodbridge M. Woodforde | 1/8 de finale W. Black         | D. Prinosil D. Vacek       | 1/4 de finale W. Black         | O. Delaitre F. Santoro     | 1/4 de finale W. Black         | A. Olhovskiy D. Prinosil   |
| 2000  | 1/8 de finale L. Hewitt        | W. Black A. Kratzmann      | Finale P. Haarhuis             | T. Woodbridge M. Woodforde | Finale P. Haarhuis             | T. Woodbridge M. Woodforde | 1/4 de finale P. Haarhuis      | W. Ferreira I. Kafelnikov  |
| 2001  | 1/4 de finale D. Nestor        | W. Arthurs N. Zimonjić     | 1/8 de finale D. Nestor        | A. Clément N. Escudé       | 2e tour (1/16) D. Nestor       | M. Mirnyi V. Voltchkov     | 1/2 finale M. Mirnyi           | D. Johnson J. Palmer       |
| 2002  | 1/8 de finale J. Eagle         | M. Knowles D. Nestor       | 2e tour (1/16) J. Eagle        | B. Black J. Coetzee        | 1/8 de finale J. Eagle         | J. Björkman T. Woodbridge  | 1er tour (1/32) J. Eagle       | N. Healey J. Kerr          |
| 2003  | 1er tour (1/32) A. Florent     | F. Čermák L. Friedl        | —                              | —                          | —                              | —                          | —                              | —                          |

N.B. : le nom du ou de la partenaire se trouve sous le résultat ; le nom des ultimes adversaires se trouve à droite.

## Participation aux Masters

### En double
| Année | Ville     | Surface         | Partenaire    | Résultats | Résultat final    |
| ----- | --------- | --------------- | ------------- | --------- | ----------------- |
| 1998  | Hartford  | Moquette indoor | Cyril Suk     | 1v, 2d    | Éliminé en poules |
| 1999  | Hartford  | Moquette indoor | Wayne Black   | 2v, 2d    | Demi-finaliste    |
| 2000  | Bangalore | Dur ext.        | Paul Haarhuis | 1v, 2d    | Éliminé en poules |